# دزیره مگلوار بورنویل
دِزیره مگلوآر بورنِـویل (فرانسوی: Désiré-Magloire Bourneville‎؛ ‏ ۲۰ اکتبر ۱۸۴۰ – ۲۸ مهٔ ۱۹۰۹) پزشک، عصب‌شناس و متخصص اعصاب اهل فرانسه بود.
او رشتهٔ پزشکی را در پاریس خواند و در بیمارستان پیتی-سالپتری‌یر، بیمارستان سن-لویی و بیمارستان پیتی-سالپتری‌یر مشغول به کار شد. در خلال جنگ فرانسه و پروس او افسر پزشک و جراح ارتش بود. در جریان اپیدمی شدید وبا در شهر آمین، او داوطلبانه به خدمت در این مکان پرداخت و پس از پایان محاصرهٔ شهر، به‌نشان قدردانی ساکنان شهر، یک ساعت طلایی دریافت نمود.
وی در سال ۱۸۸۰ یک بیماری چند سیستمی را توصیف کرد که سندرم بورنِـویل نام گرفت و امروزه می‌دانیم که همان توبروز اسکلروزیس بوده‌است.
بورنِـویل فردی علمی و واقع‌گر بود و همواره به ادعاهای فراطبیعی و عرفانی به دیدهٔ شک می‌نگریست. او مابین سال‌های ۱۸۸۲ تا ۱۹۰۲ میلادی، مجموعه کتاب‌های تحت عنوان «کتابخانه اهریمنی» منتشر کرد که در آنها وقایع مشهور افسونگری و نفرین‌شدگی را مورد ارزیابی مجدد قرار داد و سعی کرد آنها را با دلایل آسیب‌شناسی و پزشکی شرح دهد.